# 19917 Dazaifu
19917 Dazaifu è un asteroide della fascia principale. Scoperto nel 1977, presenta un'orbita caratterizzata da un semiasse maggiore pari a 3,3885591 au e da un'eccentricità di 0,0463540, inclinata di 1,86399° rispetto all'eclittica.
L'asteroide è dedicato all'omonimo governatorato medievale dell'isola di Kyushu in Giappone.